# Victor Papeleu
Eugène Victor Papeleu de Poelvoorde, né à Gand le 27 février 1810 où il est mort le 4 mai 1881, est un peintre belge de l'École de Barbizon.

## Biographie
Élève de Jean-Achille Benouville et de Jules Dupré, dès 1829, il participe au Salon de Gand puis s'installe à Barbizon. Il participe ensuite régulièrement au Salon de Paris.

## Œuvres
On lui doit essentiellement des paysages et des marines.
- Vallée du Nil dont Denderah
- Vue d'une rue au Caire
- Vue panoramique de Tripoli
- Personnages féminins en habits de cour du XVIIe siècle
- Berger et ses moutons
- Sur la Côte d'Azur (Voir)
- Südliche Küstenpartie mit Villen (1870) (Voir)
- Segelboote im Hafen (Voir)
- Bord de côte dans la tempête
- Marine située à Saint Raphaël
- Paysage de bord de mer
- Vue côtière animée de pêcheurs (Voir)
- Voiliers au port
- Troupeau de vache traversant un gué dans un paysage
- Pêcheurs au filet en bord de mer
- Voiliers au large
- Côte algérienne (Voir)
- Bord de mer à Saint Raphaël (1869)
- La casbah d'Alger
- Les pins à Saint-Raphaël
- Voilier près des rochers
- Les Champs Élysées (1868)
- Bord de Seine à Paris
- Paysage, musée des Beaux-arts de Marseille (Voir)
- Lavandières sous un pont, Musée Ingres, Montauban
- Paysage, musée des Beaux-Arts, Reims